# Chevau-léger de la garde du roi

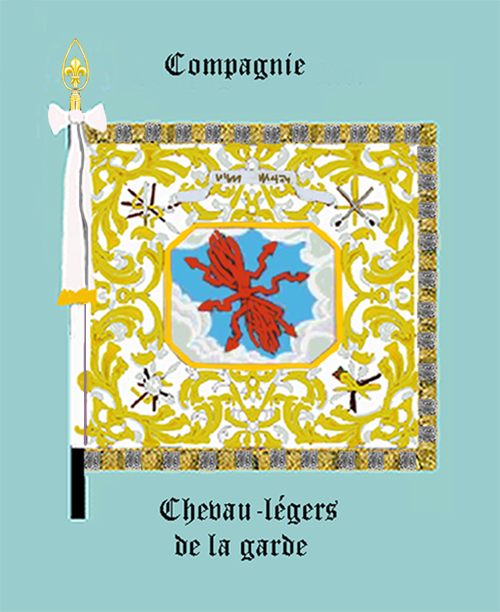
Standarte der Chevau-léger de la garde

Die Chevau-léger de la garde du roi (deutsch: Leichte Reiter der königlichen Garde) waren während des Ancien Régime ein Kavallerieverband in den Garden des Königs von Frankreich (Maison militaire du roi).

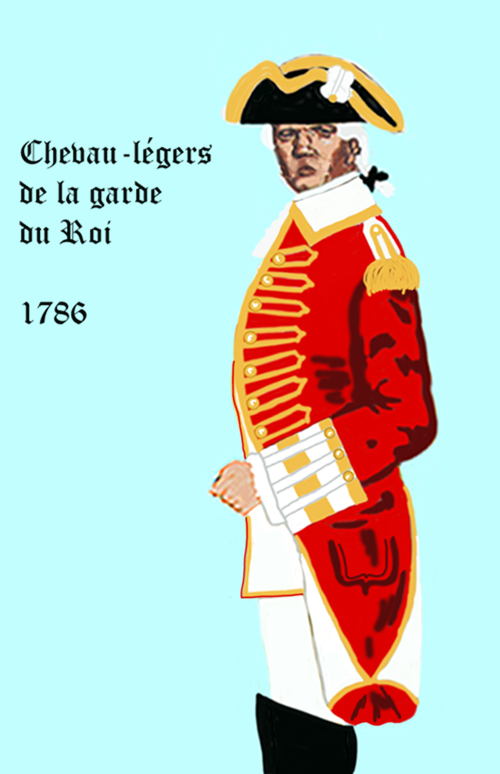
Uniform von 1786

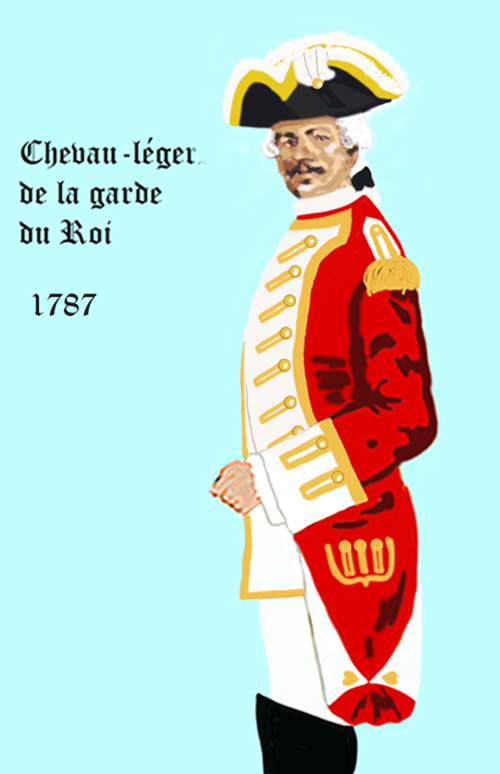
Letzte Uniform (1787)

## Geschichte
Die Kompanie der Chevau-légers, so genannt um sie von der schweren Kavallerie (cavalerie lourde), den Gendarmen der Garde, zu unterscheiden, wurde von König Henri III. de Navarre, der ab 1589 als Heinrich IV. König von Frankreich war, in den letzten Jahren des Hugenottenkrieges errichtet.
Im Jahre 1593 wurde die Kompanie in die königliche Garde aufgenommen und bekam die Aufgaben der bis dahin mit der Bewachung des Königs betrauten zwei Kompanien Gentilhommes à bec de corbin (Edelleute mit dem Rabenschnabel – Standeszeichen war eine Stangenwaffe, die an der Spitze mit einer Art eisernem Rabenschnabel versehen war) übertragen. Diese Garde à cheval (Berittene Garde) war bis dahin vom Grafen Jean Baptiste Gibert de Lhène (oder d'Haleine) de la Jaminière, Herr von la Guyardière, als Capitaine (Hauptmann) geführt worden. Der Posten des „Capitaine“ selbst blieb von nun an dem König vorbehalten. Der faktische Kommandant wurde als Capitaine-lieutenant bezeichnet.
Die Chevau-légers besetzten den dritten Rang in der Gardekavallerie, hinter den Garde du corps du roi und den Gendarmes de la garde.

## Personal
Nachdem es eine Zeitlang auch bürgerlichen Bewerbern gestattet war, für viel Geld eine Stelle bei den Chevau-légers zu kaufen (was ihnen nach fünf Dienstjahren ohne Beanstandung die Erhebung in den erblichen Adelsstand einbrachte) wurde diese Praxis auf Betreiben des höheren Adels wieder fallengelassen. Die Aufnahme war nunmehr nur noch der Aristokratie vorbehalten. Der gewöhnliche Gardist war einem Sous-lieutenant in der Linien-Kavallerie gleichgestellt.
Der Personalbestand schwankte von 120 bei der Gründung bis zu 248 Mann (einschließlich der Offiziere und Kompaniestab) unter Ludwig XIV. Diese Zahl wurde auch danach nicht überschritten.
Im Jahre 1740 bestand die Kompanie aus:
- 1 Capitaine-Lieutenant (als Kommandanten-Stellvertreter)
- 2 Sous-lieutenants (Leutnants)
- 4 Sous-lieutenants de cornet (Kornett-Leutnants und Träger der entrollten Standarten)
- 10 Caporals (Unteroffizieren)
- 2 Docteurs de champ (Feldschere)
- 8 Brigadiers[2]
- 8 Sous-brigadiers (Unterbrigadiers)
- 4 Portes d’etendards  (Unteroffiziere als Träger der eingerollten Standarten)
- 4 Aides des docteurs (Unterfeldschere)
- 4 Trompettists (Trompeter)
- 1 Timbalist (Pauker)

## Gefechte
- Belagerung von Saint-Jean-d’Angély

Die Kompanie wurde 1744 in der Schlacht bei Dettingen eingesetzt und dabei fast völlig vernichtet. Bei der Wiedererrichtung setzte sich der Capitaine-lieutenant, (also der reelle Kommandeur der Truppe, da der Capitaine der König selbst war) der Herzog von Chaulnes und Maréchal de France, dafür ein nur noch Leute aufzunehmen, deren Adel mindestens zweihundert Jahre alt sei.

## Verbleib
Die Untauglichkeit bei kriegerischen Aktionen und die hohen Kosten, die die Einheit verursachte, führten dazu, dass während der Regierungszeit von Ludwig XVI. von höherer Stelle die Abschaffung der Kompanie gefordert wurde. Lediglich dem Ansehen und dem Einfluss ihres Capitaine-lieutenants, des Herzogs von Aquillion war es zu verdanken, dass diese Forderung abgewiesen werden konnte. Per Dekret wurde die Kompanie dann doch zunächst am 18. Januar 1776 auf 23 Offiziere und Unteroffiziere und 40 Reiter reduziert. Am 30. September 1787 wurden die Chevau-légers de la garde dann aufgelöst.

## Uniform
Die Uniform war rot mit weißer Weste, weißen Hosen und schwarzer Abzeichenfarbe. Ab 1786 erscheint die Abzeichenfarbe in weiß.